# 那須塩原市立厚崎中学校
那須塩原市立厚崎中学校（なすしおばらしりつ あつさきちゅうがっこう）は、栃木県那須塩原市上厚崎にある公立中学校。

## 沿革

### 年表
- 1980年
  - 4月1日 - 黒磯中学校から分離し、黒磯市立厚崎中学校として開校。校章制定
  - 6月28日 - 落成記念式典挙行、校旗樹立
- 1981年2月24日 - 校歌制定
- 2005年1月1日 - 市町村合併により那須塩原市立厚崎中学校と改称。

## 教育方針
- 校心
  - 誠意を尽くし、共に生きぬく
- 教育目標
  - 礼儀正しく思いやりのある生徒（豊かな心）
  - 自ら考え、向上心をもって学習できる生徒（確かな学力）
  - 自ら心身を鍛え抜くたくましい生徒（健やかな体）
  - 地域を愛し、愛される生徒（社会力）

## 通学区域
通学区域は以下の通りである。
那須塩原市
- 上厚崎1-5丁目
- 新上厚崎
- 馬蹄形
- 上埼玉1区、2区の一部

- 下埼玉
- 南埼玉
- 下厚崎・渡辺
- 清住町

- 共墾社1-2区
- 豊浦町
- 豊浦南町
- 松浦町

- 春日町
- 新緑町
- 豊浦中町
- 上豊浦3区の1

## 交通
- JR東北本線（宇都宮線）那須塩原駅より徒歩45分（約3.6km）
- JR東北本線（宇都宮線）黒磯駅より徒歩46分（約3.6km）
- 那須塩原市営バス（ゆーバス）黒磯・西那須野線、黒磯南高校線 上厚崎4丁目バス停より徒歩7分（約500m）